# 693 Зербінетта
693 Зербінетта (693 Zerbinetta) — астероїд головного поясу, відкритий 21 вересня 1909 року.
Тіссеранів параметр щодо Юпітера — 3,226.
Названо на честь Зербінетти — персонажу опери «Аріадна на Наксосі» («Ariadne auf Naxos») Ріхарда Штрауса.